# Confederação Germânica
A Confederação Germânica (Deutscher Bund, em alemão) foi uma associação política e económica (a Zollverein, a partir de 1834) dos principais territórios de língua alemã, criada no Congresso de Viena de 1815, sob hegemonia austríaca, que sucedeu ao milenar Sacro Império Romano-Germânico, dissolvido em 1806 pelas invasões napoleónicas.
A entidade era uma confederação fraca de 39 Estados, com uma dieta em Frankfurt, instalada no Palais Thurn und Taxis, que representava apenas os soberanos, não os povos daqueles territórios. O tamanho e influência de cada Estado variava consideravelmente:
- o Império Austríaco e o Reino da Prússia eram os maiores e mais importantes membros da confederação. Grandes partes de seus territórios e de suas forças armadas não foram incluídas na confederação, o que permitia a ambos atuar como países independentes; por exemplo, durante as guerras com a Dinamarca, Áustria e Prússia não combateram sob a bandeira da confederação. Ambas possuíam um voto cada na dieta.
- dois Estados-membros eram governados por soberanos estrangeiros: os reis da Dinamarca, dos Países Baixos e do Reino Unido da Grã-Bretanha e Irlanda (até 1837) eram membros da Confederação Germânica na qualidade, respectivamente, de duque de Holstein e rei de Hanôver. Cada um detinha um voto cada na dieta.
- seis outros Estados contavam um voto cada na dieta: os reis da Baviera, Saxônia e Vurtemberga, o príncipe-eleitor do Hesse e os grão-duques de Baden e do Hesse.
- 23 membros menores compartilhavam cinco votos na dieta.
- as quatro cidades livres de Lübeck, Frankfurt, Bremen e Hamburgo compartilhavam um único voto na dieta[1].

As suas fronteiras eram aproximadamente as mesmas fronteiras do Sacro-Império por alturas da Revolução Francesa, exceptuando o território que corresponde hoje à Bélgica. Os seus membros, drasticamente reduzidos a cerca de 30 em relação aos mais de 200 que constituíam o Sacro-Império, dispunham de plena soberania e comprometiam-se a uma defesa mútua, mantendo em conjunto uma série de fortalezas no Luxemburgo, em Mogúncia, Rastatt, Ulm e Landau. Os assuntos políticos, naturalmente limitados devido à grande autonomia dos estados-membros, discutiam-se na dieta federal, sob presidência austríaca, de Francoforte.
Foi dissolvida em 1866 após a vitória prussiana na Guerra Austro-Prussiana — causada pela rivalidade entre estes dois Estados na disputa pela hegemonia política sobre os territórios de língua alemã — e substituída pela Confederação da Alemanha do Norte (Norddeutscher Bund), estrutura análoga, mas sob hegemonia prussiana e excluindo a Áustria. O posterior Império Alemão (Deutsches Reich), proclamado em 1871, integrou os membros da liga à excepção da Áustria, Luxemburgo, Limburgo e Liechtenstein.

## Legado territorial
Os países atuais, cujos territórios estavam total ou parcialmente localizados dentro das fronteiras da Confederação Germânica (1815–1866), são:
- Alemanha (todos os estados),

- Áustria (todos os estados exceto Burgenland)

- Luxemburgo (todo o território)

- Liechtenstein (todo o território)

- Países Baixos (província de Limburgo — A província juntou-se à confederação depois de 1839)

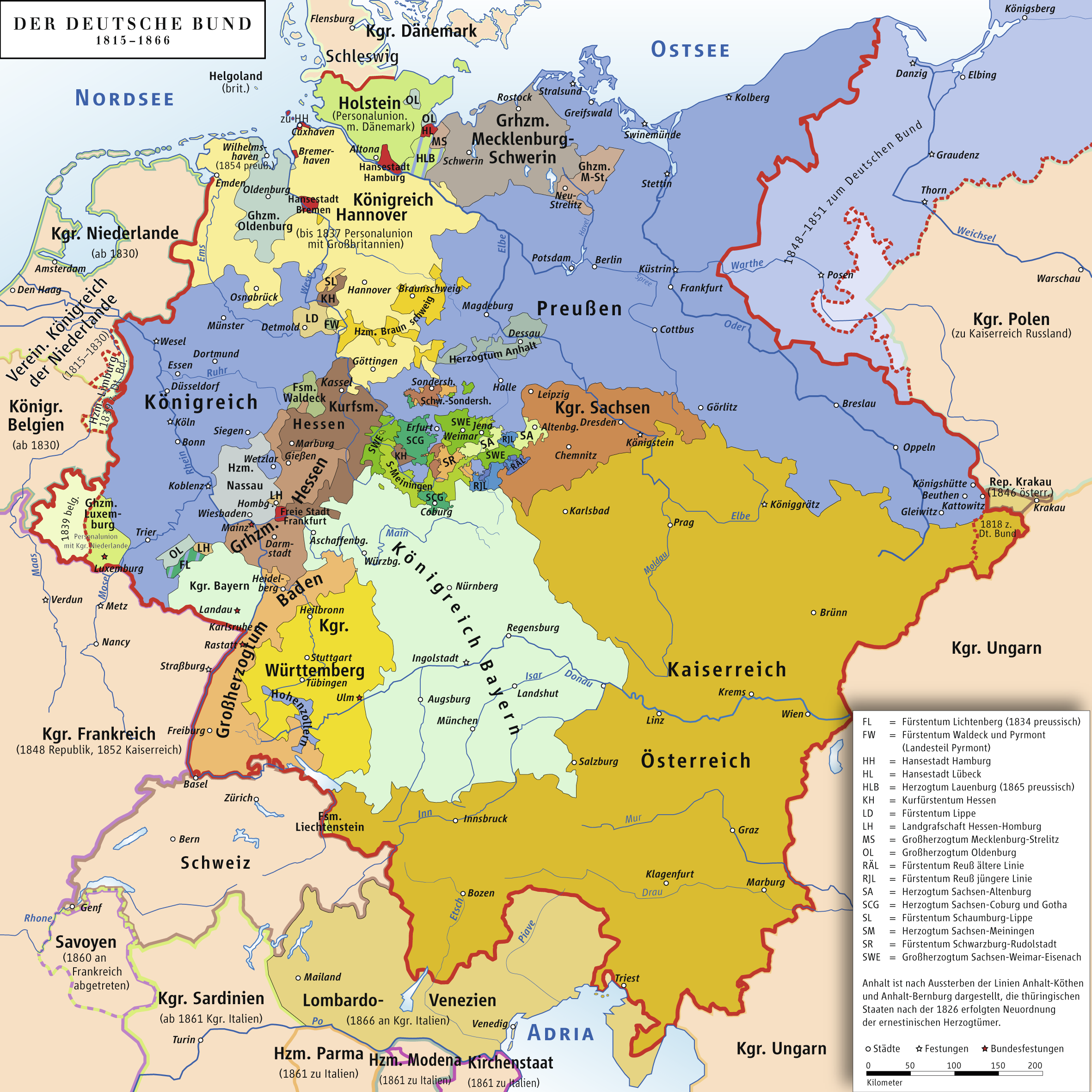
A Confederação Germânica, 1815–1866

- República Tcheca (todo o território)

- Eslovênia (exceto Prekmurje)

- Polônia (Cujávia-Pomerânia, Lubúsquia, Baixa Silésia, Opole, parte da voivodia da Silésia); temporariamente: Território de Posen (atual Poznań), anteriormente sudeste da Prússia, anteriormente cidade livre de Danzig (atual Gdansk)

- Bélgica (comunidade belga germanófona e alguns outros territórios no leste da província de Liège); a província de Luxemburgo deixou a Confederação quando aderiu à Bélgica em 1839

- Itália (as regiões autônomas do norte: Friul-Veneza Júlia e Trentino-Alto Ádige/Südtirol)

- Croácia (condado da Ístria)
- Dinamarca

Os membros da Confederação Germânica foram aqueles estados membros que, a partir de 20 de junho de 1815, fizeram parte da Confederação Germânica, que durou, com algumas alterações nos estados-membros, até 24 de agosto de 1866, sob a presidência do Casa imperial austríaca dos Habsburgo, que era representado por um presidente austríaco enviado para a Dieta Federal na Frankfurt. 

## Território
Quando unida, o seu território praticamente coincidiu com o que restava do Sacro Império Romano-Germânico depois que Napoleão Bonaparte decretou o seu fim; com exceção das duas grandes potências rivais, os Habsburgo e a Prússia, e a margem esquerda ocidental do Reno (que a França tinha anexado). Os outros estados-membros ou os seus precursores, estão na maioria hoje presentes na configuração da atual Alemanha, e faziam parte da Confederação do Reno. 
1. O Império Austríaco (sem o Reino da Hungria, Transilvânia, Bucovina e Croácia , que se tornou o reino apostólico da Hungria dentro da Monarquia Dual do Danúbio, o Reino Lombardo-Vêneto (constituindo as partes perdidas para a Itália em 1859–1866), os reinos da Dalmácia e da Galiza) 
  1. Arquiducado da Áustria (dividida em Alta Áustria e Baixa Áustria em 1849)
  2. Reino da Boêmia
  3. Ducado de Hemprich
  4. Ducado de Carniola
  5. Litoral (composto pela Gorizia e Gradisca, Ístria e Trieste)
  6. Marca da Morávia
  7. Grão-Ducado de Salzburgo
  8. Ducado da Alta e Baixa Silésia
  9. Ducado da Estíria
  10. Condado do Tirol
  11. Vorarlberg
2. O Reino da Prússia (sem Poznań, Prússia Oriental e Prússia Ocidental) 
  1. Província de Brandemburgo
  2. Província da Pomerânia
  3. Província do Reno (até 1822, Grão-Ducado do Baixo Reno e Jülich-Cleves-Berg)
  4. Província da Saxônia
  5. Província da Silésia
  6. Província de Vestfália
3. O Reino da Baviera (o terceiro maior membro)
4. O Reino de Hanôver
5. O Reino da Saxônia
6. O Reino da Ilíria
7. O Reino de Württemberg
8. O eleitorado de Hesse
9. O Grão-Ducado de Baden
10. O Grão-Ducado de Hesse
11. O Grão-Ducado de Luxemburgo (perdeu mais de metade do seu território, a oeste para a Bélgica na cisão do Reino Unido dos Países Baixos, em 1839, e, assim, tornando o Ducado de Limburgo um membro.)
12. O Grão-Ducado de Mecklemburgo-Schwerin
13. O Grão-Ducado de Mecklemburgo-Strelitz
14. O Grão-Ducado de Saxe-Weimar-Eisenach
15. O Ducado de Anhalt-Dessau (Ducado de Anhalt de 1863)
16. O Ducado de Bernburg-Anhalt (em 1863)
17. O Ducado de Köthen-Anhalt (em 1847)
18. O Ducado de Brunsvique-Luneburgo, ou de Brunsvique, por um curto período
19. O Ducado de Holstein (em união pessoal com o Reino da Dinamarca, não era um ex-membro da Confederação do Reno) 
  1. O Ducado de Schleswig (em união pessoal com o Reino da Dinamarca, não foi um antigo membro do Sacro Império Romano-Germânico ou da Confederação do Reno. Os separatistas (pró-Alemães) governadores de Schleswig-Holstein (1848-51) uniram Schleswig à confederação. Este ato não foi reconhecido pelo governo dinamarquês, e o acordo de paz em 1851 especificou que Schleswig não era um membro.
20. O Ducado de Lauenburgo
21. O Ducado de Limburgo (tornou-se membro em 1839 a título de compensação pelas perdas territoriais do Grão-Ducado do Luxemburgo que foram causados pela ruptura do Reino Unido da Holanda.)
22. O Ducado de Nassau
23. O Ducado de Saxe-Gota-Altemburgo (a 1825)
24. O Ducado de Saxe-Coburgo-Saalfeld (Ducado de Saxe-Coburgo-Gota de 1826)
25. O Ducado de Saxe-Meiningen
26. O Ducado de Saxe-Hildburghausen (Ducado de Saxe-Altemburgo de 1826)
27. O Ducado de Oldemburgo (Grão-Ducado de 1829)
28. O Condado de Hesse-Homburgo (a partir de 1817)
29. O Principado de Schwarzburg-Sondershausen
30. O Principado de Schwarzburg-Rudolstadt
31. O Principado de Hohenzollern-Hechingen (a 1850)
32. O Principado de Liechtenstein
33. O Principado de Hohenzollern-Sigmaringen (a 1850)
34. O Principado de Waldeck
35. O Principado de Reuss Linha Maior
36. O Principado de Reuss Linha Menor
37. O Principado de Schaumburgo-Lippe
38. O Principado de Lippe
39. A Cidade Livre de Lübeck
40. A Cidade Livre de Frankfurt
41. A Cidade Livre de Bremen (ainda hoje um estado federal constitutivo da Alemanha)
42. A Cidade Livre de Hamburgo (ainda hoje um estado federal constitutivo da Alemanha)